# Magdalena Apasco (kommun)
Magdalena Apasco är en kommun i Mexiko.   Den ligger i delstaten Oaxaca, i den sydöstra delen av landet, 300 km sydost om huvudstaden Mexico City.
Följande samhällen finns i Magdalena Apasco:
- Magdalena Apasco
- Fraccionamiento Ex-Hacienda Catano
- San Sebastián Xochimilco
- De Lache
- La Libertad Xochimilco